# Мама Окло Койя
Койя Мама Окло Койя або лише Мама Оклло (Mama Uqllu iskay ñiqin, fl 1493) — принцеса та імператриця-консорт, Койя, імперії інків у шлюбі зі своїм молодшим братом, Сапа Інка Тупаком Юпанкі (правління 1471—1493 рр.).

## Життєпис
Мама Окло була дочкою Інки Пачакутека та сестрою Інки Юпанкі. Вона одружилася зі своїм молодшим братом за звичаєм і стала його законною дружиною та імператрицею. Вона була матір'ю Вайна Капака і Койї Кусірімай.

### Імператриця
Королеву Маму Окло описують як домінуючу фігуру, яка «прагнула багатства» і запам'яталася своїми хитрощами, завдяки яким вона мала великий вплив на державні справи. За легендою, королева допомогла своєму чоловікові завоювати місто в Чимор, яким правила жінка Капаллана — можливо, це був Тумбес. Коли капальяна відмовилася підкоритися на прохання інків, Мама Окло попросила чоловіка дозволити їй заступитися і пообіцяла віддати йому місто, не втративши при цьому жодного воїна. Вона надіслала правительці повідомлення про те, що її мужність врятувала її місто і що армія інків залишить його в спокої. Вона лише попросила, щоб посол інків, який приніс цю звістку, був вшанований святом на честь морських богів, яке, природно, відбуватиметься на човнах. Коли все місто було зайняте святкуванням на човнах, армія інків увірвалася і взяла місто штурмом. Сама Капаллана стала особистою полонянкою імператриці на знак визнання ролі, яку вона відіграла у завоюванні.

### Подальше життя
Після смерті чоловіка Інки Юпанкі 1493 року її син і спадкоємець, Вайна Капак, був ще неповнолітнім. Улюблена наложниця її покійного чоловіка, Сікі Олко, спробувала посадити на трон свого неповнолітнього сина Капака Хуарі, поширивши за допомогою однієї з родичок чутку, що покійний Інка заповів трон Капаку Хуарі. Саме вдова королева Мама Окло запобігла цій спробі перевороту, поширивши чутку, що Сікі Олко була відьмою, заарештувала її та її родичку (і, ймовірно, стратила), заслала Капака Хуарі до Чинчеру, а її власного сина призначила наступним Інкою. Вайна Капак, за переказами, ніколи не забував, що завдячує своїм троном матері, і на згадку про неї присвятив свою віллу в Пікчу святій уаці.
За повідомленнями, Мама Окло померла невдовзі після того, як забезпечила престол для свого сина. Регентство під час неповноліття її сина виконував двоюрідний брат її покійного чоловіка.

## Подальше читання
- Burr Cartwright Brundage: Empire of the Inca
- Susan A. Niles: The Shape of Inca History: Narrative and Architecture in an Andean Empire
- Reiner Tom Zuidema: The Ceque System of Cuzco: The Social Organization of the Capital of the Inca
- Helen Pugh: Intrepid Dudettes of the Inca Empire (2020) ISBN 9781005592318